# Gambit (película de 2012)
Gambit — titulada Un plan perfecto en España y Gambit: Un plan perfecto en Hispanoamérica — es una película cómica británica estrenada en 2012, dirigida por Michael Hoffman y protagonizada por Colin Firth, Cameron Diaz, Alan Rickman y Stanley Tucci. Es una nueva versión de la película del mismo nombre de 1966 protagonizada por Shirley MacLaine y Michael Caine. El nuevo guion fue escrito por los hermanos Coen.

## Producción
La posibilidad de realizar una versión de Gambit había sido considerada durante varios años. Los hermanos Coen terminaron un guion que sería filmado en 2009. Colin Firth, quien se rumoreaba interpretaría a Harry Dean, dijo en septiembre de 2008: «¡No! Es mentira. Ha aparecido en IMDb y solo ahí». También comentó: «Los hermanos Coen han escrito un guion absolutamente brillante». Otros actores de los que se habló para el remake fueron Hugh Grant, Ben Kingsley, Sandra Bullock y Jennifer Aniston. En 2010, Doug Liman fue considerado para dirigir la película. En noviembre del mismo año, Michael Fleming de deadline.com anunció que Gambit sería producida por Crime Scene Pictures, dirigida por Michael Hoffman y el rodaje comenzaría en mayo de 2011 en Londres.
En enero de 2011 se anunció que Colin Firth y Cameron Diaz interpretarían a Harry Deane y PJ Puznowski, quienes conspiran para vender una obra de arte falsa a un coleccionista. En mayo de 2011, The Hollywood Reporter anunció que Stanley Tucci y Cloris Leachman se habían unido al reparto de la película, que también incluía a Alan Rickman y Tom Courtenay.

## Reparto
- Colin Firth - Harry Deane
- Cameron Diaz - PJ Puznowski
- Alan Rickman - Lord Shabandar
- Tom Courtenay - The Major
- Stanley Tucci - Zaidenweber
- Cloris Leachman - The Old Lady